# Emilio Cuppini
Emilio Cuppini (26 de junio de 1964), piloto de motociclismo italiano, que compitió en el Campeonato del Mundo de Motociclismo desde 1987 hasta 1994. Entre los títulos más destacables fue el Campeonato Europeo de Motociclismo de 125 c.c. conseguido en 1988 con siete victorias en las ocho carreras del calendario. Ese mismo año también se coronó campeón italiano de 125cc.

## Resultados en el Campeonato del Mundo
Sistema de puntuación desde 1969 hasta 1987:
| Posición | 1.º | 2.º | 3.º | 4.º | 5.º | 6.º | 7.º | 8.º | 9.º | 10.º |
| Puntos   | 15  | 12  | 10  | 8   | 6   | 5   | 4   | 3   | 2   | 1    |

Sistema de puntuación desde 1988 hasta 1991:
| Posición | 1.º | 2.º | 3.º | 4.º | 5.º | 6.º | 7.º | 8.º | 9.º | 10.º | 11.º | 12.º | 13.º | 14.º | 15.º |
| Puntos   | 20  | 17  | 15  | 13  | 11  | 10  | 9   | 8   | 7   | 6    | 5    | 4    | 3    | 2    | 1    |

### Carreras por año
(Carreras en negrita indica pole position; Carreras en cursiva indica vuelta rápida)
| Año  | Clase | Moto      | 1       | 2       | 3       | 4       | 5       | 6       | 7       | 8       | 9       | 10      | 11     | 12      | 13     | 14      | Pts. | Pos. |
| ---- | ----- | --------- | ------- | ------- | ------- | ------- | ------- | ------- | ------- | ------- | ------- | ------- | ------ | ------- | ------ | ------- | ---- | ---- |
| 1987 | 125cc | MBA       |         | SPA -   | GER -   | NAT Ret | AUT -   |         | NED -   | FRA -   | GBR -   | SWE -   | CZE -  | RSM 23  | POR -  |         | 0    | -    |
| 1988 | 125cc | Honda     |         |         | ESP -   |         | NAT -   | GER -   | AUT -   | NED -   | BEL -   | YUG Ret | FRA 15 | GBR -   | SWE -  | CZE -   | 1    | 39.º |
| 1989 | 125cc | Garelli   | JPN DNS | AUS Ret |         | SPA -   | NAT 23  | GER DNQ | AUT DNQ |         | NED Ret | BEL Ret | FRA 19 | GBR DNQ | SWE 22 | CZE 21  | 0    | -    |
| 1990 | 125cc | Honda     | JPN -   | SPA -   | NAT 14  | GER Ret | AUT 26  | YUG DNS | NED Ret | BEL 17  | FRA Ret | GBR Ret | SWE 20 | CZE 12  | HUN 7  | AUS -   | 15   | 24.º |
| 1991 | 125cc | Gazzaniga | JAP Ret | AUS 19  | ESP Ret | ITA Ret | ALE Ret | AUT 31  | EUR -   | NED 27  | FRA -   | GBR Ret | RSM 27 | CHE Ret |        | MAL Ret | 0    | -    |
| 1992 | 125cc | Aprilia   | JAP 18  | AUS Ret | MAL Ret | ESP 12  | ITA Ret | EUR -   | ALE -   | NED -   | HUN -   | FRA -   | GBR -  | BRA -   | RSA -  |         | 0    | -    |
| 1993 | 125cc | Aprilia   | AUS -   | MAL -   | JPN -   | SPA Ret | AUT -   | GER -   | NED 13  | EUR DNS | RSM Ret | GBR -   | CZE -  | ITA -   | USA -  | FIM -   | 0    | -    |
| 1994 | 125cc | Aprilia   | AUS -   | MAL -   | JPN -   | SPA -   | AUT 9   | GER Ret | NED -   | ITA -   | FRA -   | GBR -   | CZE -  | USA -   | ARG -  | EUR -   | 7    | 28.º |